# Elaver madera
Elaver madera là một loài nhện trong họ Clubionidae.
Loài này thuộc chi Elaver. Elaver madera được miêu tả năm 1966 bởi Roddy.